# Battleship
Battleship (prt: Battleship - Batalha Naval, ou Batalha Naval; bra: Battleship - A Batalha dos Mares) é um filme norte-americano de 2012, dos gêneros ficção científica e guerra naval, dirigido por Peter Berg para a Universal Studios e a Hasbro Studios, baseado no jogo de tabuleiro Batalha Naval.
Chegou aos cinemas em 11 de abril de 2012 no Reino Unido, 19 de abril em Portugal, 11 de maio no Brasil, e 18 de maio nos Estados Unidos. Na trama, a Marinha dos Estados Unidos - que inclui os destróieres USS John Paul Jones e Sampson, além de cientistas e especialistas em armas - é atacada por uma força extraterrestre invasora.

## Elenco

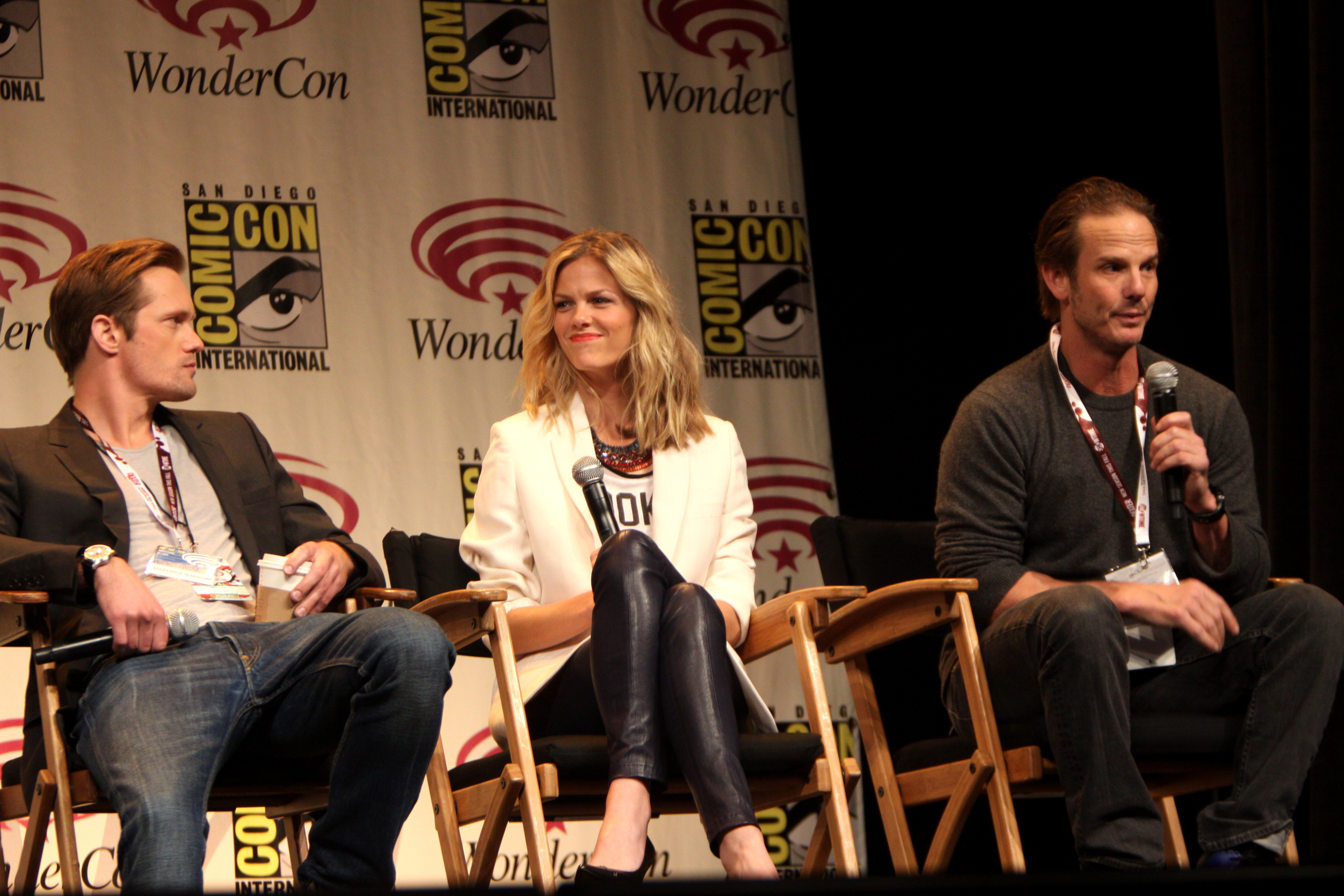
Os atores Alexander Skarsgard e Brooklyn Decker e o diretor Peter Berg, em foto de 2012

- Taylor Kitsch - Tenente Alex Hopper[10]
- Liam Neeson - Almirante Terrance Shane.
- Alexander Skarsgård - Comandante Stone Hopper[11]
- Rihanna...Artilheira Cora Raikes[12]
- Brooklyn Decker - Samantha "Sam" Shane
- Tadanobu Asano - Capitão Nagata
- Hamish Linklater - Cal Zapata, cientista da base havaiana de O'ahu
- Jesse Plemons - Jimmy "Ordy" Ord
- John Tui - Chefe Walter "Beast" Lynch
- Gregory D. Gadson - tenente-coronel Mick Canales, veterano do exército com duas pernas amputadas.
- Adam Godley - Dr. Nogrady, cientista-líder do Programa Beacon
- Peter MacNicol - Secretário de Defesa americano
- Joji Yoshida - Chefe de Engenharia Hiroki

## Sinopse
A NASA descobre um primeiro planeta extrassolar supostamente semelhante à Terra, apelidado de Planeta G, e transmite um poderoso sinal de comunicação (Programa Bacon), a partir de uma base no Havaí. Enquanto isso, o impulsivo e alienado Alex Ropper é preso numa tentativa desastrada de impressionar a terapeuta Sam Shane, filha do Almirante Terraria, comandante da frota americana no Pacífico. Stone Hopper, o irmão mais velho de Alex e imediato do comandante, fica furioso e obriga o irmão a também se alistar na Marinha.
Anos depois, Alex está no posto de tenente e serve no contratorpedeiro John Paul Jones enquanto seu irmão é o comandante do Simpson. Alex namora San enquanto os marinheiros do mundo todo disputam o RIMPAC - Exercícios navais das Marinhas do Pacífico ("Rim of the Pacific Exercise") no Havai.
Nesse momento, cinco espaçonaves alienígenas chegam à Terra em resposta ao sinal da NASA. Uma delas, posteriormente identificada como uma nave de comunicações, se acidenta e é destruída, numa área próxima a Hong Kong. As outras mergulham no oceano, próximo às ilhas havaianas. Os navios Simpson, John Paul Jones e o contratorpedeiro japonês Myōkō (nome transliterado para o inglês) vão investigar e descobrem tratar-se de de uma invasão alienígena. Imediatamente, os marinheiros se veem num combate mortal contra forças desconhecidas e sua missão é impedir que os invasores usem a base do Havaí para mandar um comunicado ao restante da armada deles, pois ficaram impedidos disso quando a nave de comunicações ficou destruída.

## Produção
O projeto começou a ser gravado na Austrália, no Gold Coast em 2010, mas devido à falta de apoio do governo, o negócio de 100 milhões de dólares foi cancelado. Teria sido um dos filmes mais caros já filmados no país, Battleship foi filmado então em Baton Rouge, Louisiana, e no estado do Havaí, que incluiu a base de Pearl Harbor, com direito a filmar no encouraçado USS Missouri. Um navio da Força Marítima de Autodefesa do Japão também aparece no filme.

## Recepção
O filme foi mal recebido pelos críticos. O Rotten Tomatoes deu ao filme uma pontuação de 34% de aprovação, baseado em opiniões de 162 críticos especializados.com a resenha "Pode oferecer escapismo energético para cinéfilos menos exigentes, mas battleship é muito alto, mal escrito, e estereotipada para justificar a sua despesa - e muito menos divertido do que o seu material de origem". O filme também foi um grande fracasso de bilheteria não conseguindo arrecadar nem o dobro do orçamento total de produção.